# Willem Ofori
Marvin Willem Ofori-Appiah (Heusden-Zolder, 19 februari 1994) is een voormalig Belgisch-Ghanees voetballer die als linksachter speelde. In 2020 stopte hij met voetballen.

## Carrière

### KRC Genk
Hij speelde tot 2014 bij de jeugd van eersteklasser KRC Genk. Op 31 januari 2014, de laatste dag van de wintertransferperiode, werd bekend dat hij samen met Frederik Spruyt tot het einde van het seizoen wordt uitgeleend aan tweedeklasser KFC Dessel Sport. Hij maakte zijn debuut voor Dessel op 8 maart 2014 in de wedstrijd tegen VC Westerlo, Ofori speelde de hele wedstrijd. Hij zou uiteindelijk aan 7 wedstrijden komen. In het seizoen 2014-2015 werd hij samen met Stef Peeters, Jordy Croux en Alessio Alessandro door Genk uitgeleend aan de Nederlandse tweedeklasser MVV Maastricht, deze uitleenbeurten kwamen er door het samenwerkingsverband tussen de twee clubs. Hij speelde uiteindelijk 15 competitiewedstrijden en een bekerwedstrijd voor MVV. Na dit seizoen keerde hij terug naar Genk waar hij te horen kreeg dat hij de club mag verlaten.

### Roda JC
Op 28 november 2015 zat hij voor het eerst in de wedstrijd selectie bij Roda JC Kerkrade, voor met 3-0 verloren duel tegen SC Heerenveen. Hij bleef de hele wedstrijd op de bank. Ofori kwam in het seizoen 2015/16 uiteindelijk enkel uit voor Jong Roda.

## Statistieken
| Seizoen         | Club               | Competitie             | Competitie | Competitie | Europees | Europees | Beker | Beker | Totaal | Totaal |
| Seizoen         | Club               | Competitie             | Wed.       | Dlp.       | Wed.     | Dlp.     | Wed.  | Dlp.  | Wed.   | Dlp.   |
| --------------- | ------------------ | ---------------------- | ---------- | ---------- | -------- | -------- | ----- | ----- | ------ | ------ |
| 2013/14         | KRC Genk           | Eerste klasse          | 0          | 0          | 0        | 0        | 0     | 0     | 0      | 0      |
| 2013/14         | → KFC Dessel Sport | Tweede klasse          | 7          | 0          | 0        | 0        | 0     | 0     | 7      | 0      |
| 2014/15         | → MVV Maastricht   | Eerste divisie         | 15         | 0          | 0        | 0        | 1     | 0     | 16     | 0      |
| 2015/16         | KRC Genk           | Eerste klasse          | 0          | 0          | 0        | 0        | 0     | 0     | 0      | 0      |
| 2015/16         | Roda JC Kerkrade   | Eredivisie             | 0          | 0          | 0        | 0        | 0     | 0     | 0      | 0      |
| 2016/17         | Dessel Sport       | Eerste klasse amateurs | 23         | 0          | 3        | 0        | 0     | 0     | 26     | 0      |
| 2017/18         | Dessel Sport       | Eerste klasse amateurs | 22         | 0          | 0        | 0        | 0     | 0     | 22     | 0      |
| 2018/19         | KSK Hasselt        | Tweede klasse amateurs | 25         | 2          | 0        | 0        | 0     | 0     | 25     | 2      |
| 2019/20         | KSK Hasselt        | Tweede klasse amateurs | 14         | 2          | 0        | 0        | 0     | 0     | 14     | 2      |
| 2020/21         | Patro Eisden       | Eerste klasse amateurs | 0          | 0          | 0        | 0        | 0     | 0     | 0      | 0      |
| Carrière totaal | Carrière totaal    | Carrière totaal        | 106        | 4          | 3        | 0        | 1     | 0     | 110    | 4      |

## Trivia
- Hij is goed bevriend met Rode Duivel Divock Origi.